# Gräberfeld von Dragby
 Das Gräberfeld von Dragby (schwedisch Dragby gravfält) im Kirchspiel Skuttunge, zwischen Uppsala und Björklinge in der Provinz Uppland in Schweden, ist ein über 2000 Jahre genutztes Gräberfeld mit über 300 Gräbern und einigen Hohlwegen. 
Dragby ist das größte einer Anzahl alter Gräberfelder in der Region. Die meisten seiner Anlagen sind Steinkreise (über 300), aber es gibt auch Grabhügel, Rösen und 10 Bautasteine. Die runden Steinhügel der Rösen sind ohne Ausgrabungen schwer zu datieren. Die Cairns können auch aus der Bronze- oder der jüngeren Eisenzeit stammen. In den 1960er Jahren wurden 142 Gräber von der Universität Uppsala untersucht. Am Boden eines der Hügel fanden die Archäologen die nördlichste megalithische Steinkiste Schwedens.

## Beschreibung
Der Platz wurde während der Bronzezeit und älteren Eisenzeit als Gräberfeld verwendet. Über das Feld führen einige Hohlwege, die als Wander- oder Reitwegen interpretiert werden können. Einer anderen Interpretation nach waren sie Rinnen, in denen Boote über den Grat gezogen wurden, womit der Name Dragby zu tun haben könnte. Möglicherweise gab es eine prähistorische Siedlung in einem Gebiet westlich des Gräberfeldes. Zwischen 500 und 300 v. Chr. wurden dann vier Steinkreise mit Bestattungen errichtet. Ein letzter Steinkreis wurde erst 640 n. Chr. erbaut.
1963 wurde in einer runden Steinsetzung eine Keramikscherbe mit einer Runeninschrift geborgen. Zunächst wurde angenommen, dass die Runen erst nach dem Fund von einem der Ausgräber als Scherz eingeritzt wurden; eine erneute Untersuchung 1992 konnte aber die Authentizität der Inschrift belegen. Die bislang undeutbare Inschrift aus vier urnordischen Runen auf der Scherbe aus der jüngeren Eisenzeit gilt als ältestes Keramikobjekt mit Runeninschrift in Europa.

## Die Steinkiste von Dragby
Die Steinkiste ist von jener schweren Form, die dem letzten Teil der Stein- oder der frühen Bronzezeit zuzuordnen ist. Die Steinkiste ist um 1300 v. Chr. in der nordischen Bronzezeit noch einmal benutzt worden. Die aus Orthostaten unterschiedlicher Form und Größe erbaute, Nordwest-Südost orientierte Steinkiste ist leicht gebogen und innen 3,2 m lang. Ursprünglich von einem niedrigen Steinhügel mit einer Randsteinkette aus großen, aufgerichteten Steinblöcken bedeckt, wurde die Kiste während der Bronzezeit nach Einbringung der letzten Körperbestattungen mit einem mächtigen Steinmantel überschichtet, in dem sich mehr als 20 Brandgräber fanden. Der nördliche Endstein der Kiste ist ein naturbelassener Findling, dessen gerade Seite der Kammer zugewandt ist. Die zehn seitlichen Tragsteine bestehen aus plattigem Material. Die Kiste hat am südlichen Ende eine Art Vorraum aus rundlichen Steinen, außerhalb des zur Hälfte geschlossenen Zugangsbereichs. Sie enthielt ungeordnete Skelettteile von mehr als 20 Individuen, die im Wesentlichen in der nördlichen Hälfte angehäuft waren. Die Skelette zweier Individuen, wahrscheinlich die zuletzt bestatteten, lagen ausgestreckt nebeneinander im südlichen Teil der Kiste. Zu ihnen gehörten eine Pinzette und ein bronzener Doppelknopf der älteren Bronzezeit. Das übrige Fundmaterial der Kiste bestand aus zwei Pfeilspitzen und einem Schaber aus Feuerstein, einer Bernsteinperle und Stücken wulstverzierter Keramik, die in unterschiedlichen Ebenen gefunden wurden. Die Knochen der letzten Bestattung hatten Harris-Linien, ein Anzeichen für Mangelerscheinungen.